# بروك أندرسون
بروك أندرسون (بالإنجليزية: Brooke Anderson)‏ هي صحفية ومقدمة تلفزيونية أمريكية، ولدت في 13 مايو 1978 في سافانا في الولايات المتحدة.

## وصلات خارجية
- الموقع الرسمي
- بروك أندرسون على موقع IMDb (الإنجليزية)